# Real People Press
Real People Press ist ein amerikanischer Buchverlag, der 1967 von John O. Stevens (heutiger Name: Steve Andreas) in Lafayette, Kalifornien, gegründet wurde. Seit 1979 führen Steve Andreas und seine Frau Connirae Andreas den Verlag gemeinsam. Der heutige Verlagssitz ist Boulder, Colorado.
Schwerpunkt der Verlagsarbeit waren ursprünglich die Bereiche Gestalttherapie und persönliches Wachstum allgemein, inzwischen liegt der Schwerpunkt auf Neuro-Linguistischem Programmieren.

## Geschichte
John O. Stevens/Steve Andreas gründete den Verlag zunächst, um ein Buch seiner Mutter Barry Stevens und des Psychotherapeuten Carl Rogers herauszugeben, für das kein Verleger zu finden war. Durch die Begegnung mit Fritz Perls im Jahr 1968 und durch die Herausgabe dessen Buches Gestalt Therapy Verbatim trug der Verlag ganz wesentlich zum weiteren Bekanntwerden der Gestalttherapie in den USA bei.
Gestalt Therapy Verbatim beruht auf Tonbandaufzeichnungen der psychotherapeutischen Arbeit von Fritz Perls aus den Jahren 1966 bis 1968 am Esalen-Institut in Big Sur, Kalifornien. Diese Aufzeichnungen hatte John O. Stevens unter Mithilfe seiner Mutter Barry Stevens in Schriftform übertragen.
Es folgte 1969 Fritz Perls' Autobiographie In and Out the Garbage Pail und u. a. 1970 Barry Stevens' Buch Don't Push the River. Stevens Buch fand – abgesehen vom Bereich der Gestalttherapie – besonders in der Human Potential-Bewegung der 1970er Jahre weite Verbreitung.
Zu den weiteren Autoren gehören u. a. der Tai Chi-Meister Al Chung-Liang Huang; Violet Oaklander, die Gestalttherapie für Kinder entwickelte, und John O. Stevens selbst mit seinem Gestalttherapie-Buch Awareness (deutsch: Die Kunst der Wahrnehmung).
Seit 1979 veröffentlicht Real People Press hauptsächlich Literatur im Bereich Neuro-Linguistisches Programmieren.

## Titel
- Carl Rogers, Barry Stevens: Person to Person. 1967.
  - Deutsche Ausgabe: Von Mensch zu Mensch. Möglichkeiten, sich und anderen zu begegnen.
- Fritz Perls: Gestalt Therapy Verbatim.  1968.
  - Deutsche Ausgabe: Gestalt-Therapie in Aktion.
- Fritz Perls: In and Out the Garbage Pail. 1969.
  - Deutsche Ausgabe: Gestalt-Wahrnehmung. Verworfenes und Wiedergefundenes aus meiner Mülltonne.